# Robert Lang (Künstler)
Robert Ulrich Lang (* 9. Juli 1958 in München) ist ein deutscher Maler und Bildhauer.

## Leben
Robert Lang wurde am 9. Juli 1958 in München geboren. 1973 beginnt er seine künstlerische Ausbildung in Form eines Studiums der Griechischen Skulptur und Zeichenunterricht bei Pit Brunke. 1977 nahm er Unterricht im Aktzeichnen an der Akademie der Bildenden Künste München und arbeitete in der Klasse von Mac Zimmermann mit. Ab 1980 beginnt sein Aufenthalt in Perugia, Italien, der bis heute andauert.
Diese Jahre der intensiven Zusammenarbeit mit italienischen Künstlern, des Studiums der Malerei und Kunstgeschichte an der Accademia di Belle Arti "Pietro Vannucci" in dieser Stadt, sowie die Begegnung mit Dozenten und Lehrern wie Bruno Corà und Nuvolo (Giorgio Ascani), waren für ihn und sein künftiges Wirken fundamental. 1989 erhielt er sein Diplom für Malerei und gründete zusammen mit drei Künstlerfreunden (Lucilla Ragni, Danilo Fiorucci und Moreno Barboni) die Künstlervereinigung "Trebisonda".
Die Gruppe Trebisonda organisiert in ihren Ausstellungsräumen experimentelle Formen zeitgenössischer Kunst und schafft so eine Plattform für "independent art".
Von 1989 bis 1991 widmete sich Robert Lang dem Studium der Bildhauerei an der Accademia di Belle Arti "Pietro Vannucci".
Ab 1991 widmet er sich internationalen Künstleraustauschprojekten. Von 1996 bis 1999 ist er Vorsitzender und künstlerischer Leiter des Kunstverein Ebersberg und rief die Galerie Alte Brennerei ins Leben. Seine Werke wurden national sowie international in Italien, Israel, China, Elfenbeinküste und den Vereinigten Staaten ausgestellt.

## Künstlerische Arbeit
In den 1970er Jahren studiert R. Lang die Maltechniken der Alten Meister Deutschlands und der Malerei der Renaissance. Dennoch spürt man schon früh in seinen Werken einen Drang hin zu Surrealismus, und Phantastischer Realismus.
Während seines Studiums in Italien wird er von Bruno Corà an die künstlerische Avantgarde der sechziger Jahre, von Fluxus zur Arte Povera, von Nouveau Réalisme zur Konzeptkunst, herangeführt. Es treibt ihn das starke Bedürfnis der Weiterführung seiner Malerei, von Figurationen und der Umgestaltung der Realität, von schichtenbildenden Pinselstrichen, Farboberflächen wie erstarrte Lava, zähflüssigen oder verhüllenden Flecken, die in der Lage sind vom Fluss der Dinge zu erzählen, jedoch immer mit einer Sicht über dem Realen. Sur-la-réalité.

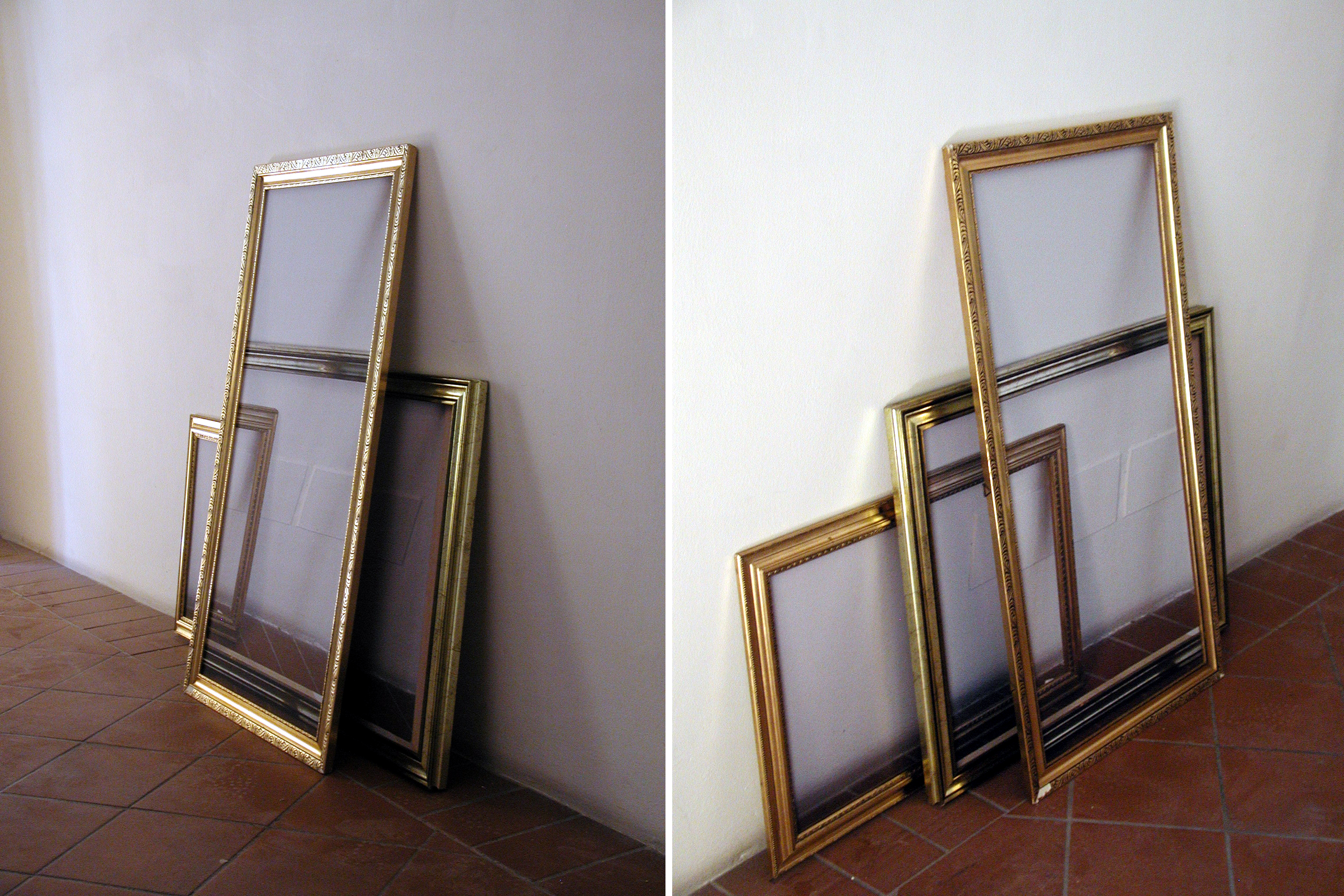
2003, „cornici“ aus zwei Perspektiven, bei der „Pittura Transvisionaria“ im Trevi Flash Art Museum

Im Geiste von Joseph Beuys richtete er von 1986 bis 1989 zunächst seine Malerei an der sozialen Skulptur aus. Er erschuf das Manneken, eine kleine Skulptur, die er der Welt zum Geschenk macht. Erst am Ende der 90er Jahre kehrte er zunächst der Malerei den Rücken und beschäftigte sich aufs Neue mit der Kunstwissenschaft der Renaissance, im Speziellen mit den perspektivischen Studien des Filippo Brunelleschi und entwickelte daraus seine „Pittura Transvisionaria“, die er zum ersten Mal im Trevi Flash Art Museum, Palazzo Lucarini Contemporary in Trevi, ausstellte.
Von dieser Zeit an beginnt er die Welt abzuformen und zu archivieren. Mit einfachen Mitteln wie Gips und Silikon gelang es ihm selbst die banalsten Erscheinungen, wie ein Elektrokabel oder einem Lichtschalter, ins Zentrum der Betrachtung zu rücken. Was seinerseits wieder eine Rückkehr zu konzeptionellen Kunstrichtungen wie der italienischen Arte Povera oder der amerikanischen Popart bedeutete.
Die italienische Kunstkritikerin Viviana Tessitore, beschreibt die Arbeiten seiner "Pittura Transvisionaria"-Serie folgendermaßen: „Robert Lang transferiert in den Arbeiten den Ausstellungsraum selbst in das Werk. Er nimmt Besitz vom Raum, indem er ihn kulturell plündert und so ein alogisches Trompe- l`oeil in magrittianischem Andenken schafft. Es soll verblüffen und uns zu Seiltänzern machen zwischen Dem-Was-Ist und Dem-Was-Nicht-Ist.“
In seinen jüngsten Arbeitszyklen wendet er sich der Naturphilosophie und dem "Anthropischem Prinzip" von Wolfgang Welsch zu. In dieser Theorie wird der Mensch nicht mehr, wie bisher, als die Krönung der Schöpfung beschrieben, sondern als ein Teil der Natur. Das Werk von Robert Lang bekommt in dieser Phase immer mehr archäologischen Charakter. Was vorher der banale Elektrodraht war, ist jetzt ein Stück Wiese, mit dem er einen neuen Naturalismus proklamiert. Trotz seiner Hinwendung zu konzeptionellen Richtungen hat er sich gleichzeitig immer einen surrealen, metaphysischen Charakter in seinen Arbeiten bewahrt. „Der Traum ist die Quelle meiner Arbeit“.

## Werke
- 1993: „Squardi Deviati“, Fotomontage
- 1994: „Temporale“, Öl auf Leinwand
- 2006: „il pescatore di balene“, Installation
- 2016: „Schlange vor der Tür des Kulturassessors“, Modellfiguren
- 2018: „Großes Rasenstück“, Latexrelief auf Leinwand
- 2021: "Axt – Die bloße Idee einer Axt reicht nicht, um Bäume zu fällen", Reproduktion einer Axt in Silikon

„Großes Rasenstück“, 2018

## Auszeichnungen
- 2005 Förderpreis Boesner – Preisträger(in) – Ebersberg/München, Deutschland[6]